# Periodo perinatal
El periodo perinatal en medicina y psicología, es el tiempo que, en los seres humanos, va desde la semana 22 de embarazo al séptimo día de vida fuera del útero materno. Durante este periodo tiene lugar el momento trascendental del parto. Se solapa por tanto en 7 días con el periodo neonatal, que abarca primeros 28 días de vida del recién nacido.
Algunos autores extienden este periodo hasta un año después del nacimiento.[cita requerida]
Suele dividirse en dos etapas: la etapa intrauterina y la extrauterina.
El adjetivo perinatal es un término utilizado a menudo en medicina y psicología para hacer referencia a los procesos o complicaciones específicas que se pueden producir durante este periodo y que tienen consecuencias en el desarrollo posterior de la persona.
Se trata también de una etapa de especial cuidado para la mujer, pues existen una serie de trastornos psicológicos que pueden aparecer y ante los que es necesario intervenir de modo adecuado.

## Vulnerabilidad
El período perinatal es la etapa más vulnerable del ser humano, debido a las posibles patologías propias de esta etapa, que pueden ser transitorias o permanentes, y a sus posibles secuelas en la vida posterior.
La patología perinatal se clasifica en el Capítulo 15 "Determinadas condiciones con origen en el período perinatal" de la CIE-9-MC, mientras que en el CIE-10 ocupa el Capítulo 16 con el título de "Ciertas afecciones generadas en el periodo perinatal".

## Riesgos perinatales en la mujer
La prevalencia de trastornos psiquiátricos maternos perinatales varía dependiendo de los estudios de población, pero suele rondar un 18-19%.
Entre ellos destaca la depresión,  que sin embargo sigue siendo una afección infradiagnosticada.